# Morten Ingemann
Morten Ingemann (født 1960 i Rødovre) er en dansk tegneserietegner, der er mest kendt for striben Og det var Danmark.... Striben er blevet trykt i Ekstra Bladet, siden den i 2004 vandt konkurrencen "Stribejagten" udskrevet af Ekstra Bladet sammen med seriebladet Basserne.
Han tegner desuden en karikatur af vinderen af Årets Nytårstorsk som en del af præmien.
Ingemann har desuden udgivet bøger, bl.a. Megapruttebogen, ligesom der årligt kommer en årbog med Og det var Danmark. Han lavede illustrationer af alle de danske konger og danske statsministre til bøgerne Kongerækken - forfra og bagfra (2008) og 41 statsministre - fra oven af og nedefter (2011), skrevet af Bent Falbert.